# Bobby Zamora
Robert Lester Zamora (Londres, 16 de enero de 1981), conocido como Bobby Zamora, es un exfutbolista inglés que jugaba como delantero.

## Trayectoria
Canterano del Bristol Rovers, club en el que apenas disfrutó de minutos y que lo cedió al Bath City y al Brighton & Hove Albion consiguiendo unos registros goleadores espectaculares para los pocos partidos que disputó. Tras media temporada en el Brighton & Hove Albion este le adquirió en propiedad y jugó allí durante tres temporadas.
Tras unas buenas campañas en este equipo, firmó por el Tottenham Hotspurs donde pasó gran parte del tiempo en el banquillo donde conoció a Pablo Jiménez.
Después de su primera experiencia en la Premier League, el West Ham United, el club de sus amores, decidió contratarle y pronto se convirtió en el ídolo de la afición. Allí pasó 4 temporadas consiguiendo el ascenso a la máxima categoría en su primera temporada y llegando a la final de la FA Cup en la segunda campaña en el club. En esos cuatro años marcó 30 goles en 130 partidos, cifras bajas para un delantero, lo que hizo que el West Ham sufriera en algunas temporadas para eludir el descenso.
Sin embargo, sus registros goleadores no evitaron que otro equipo londinense, el Fulham FC, se fijase en el como delantero estrella. Desde la temporada 2008-09 jugó en ese club y en la 2009-10 llegó a la final de UEFA Europa League tras derrotar al Hamburgo SV en semifinales, pero en el partido por el título el Atlético de Madrid se impuso 2-1.
El 31 de enero de 2012, minutos antes del cierre del mercado invernal, Zamora fue traspasado al Queens Park Rangers debido la tensa relación con el general mánager del Fulham, Martin Jol.
Para la temporada 2015-16 fue fichado para jugar nuevamente en el Brighton. Abandonó el club a final de temporada y en diciembre de 2016 anunció su retirada debido a una lesión.

## Selección inglesa
Pese a no ser un delantero goleador, Fabio Capello lo llamó en 2011 para jugar en el combinado nacional inglés en la fase clasificatoria para la Eurocopa 2012. Fue internacional en 2 partidos en los que no anotó ningún gol.

## Clubes
| Club                            | País       | Año       |
| ------------------------------- | ---------- | --------- |
| Bristol Rovers                  | Inglaterra | 1999-2000 |
| Bath City (cedido)              | Inglaterra | 2000      |
| Brighton & Hove Albion (cedido) | Inglaterra | 2000      |
| Brighton & Hove Albion          | Inglaterra | 2000-2003 |
| Tottenham Hotspur               | Inglaterra | 2003-2004 |
| West Ham                        | Inglaterra | 2004-2008 |
| Fulham                          | Inglaterra | 2008-2012 |
| Queens Park Rangers             | Inglaterra | 2012-2015 |
| Brighton & Hove Albion          | Inglaterra | 2015-2016 |